# Грязна (Нижньогородська область)
Грязна (рос. Грязная) — присілок в Виксинському міському окрузі Нижньогородської області Російської Федерації.
Населення становить 803 особи. Входить до складу муніципального утворення Міський округ місто Викса.

## Історія
Раніше населений пункт належав до ліквідованого 2011 року Виксинського району. До 2011 року входило до складу муніципального утворення Робітниче селище Ближнє-Пісочне.

## Населення
| 1859 | 1897 | 1905 | 1999 | 2002 | 2010 |
| ---- | ---- | ---- | ---- | ---- | ---- |
| 470  | ↗774 | ↗930 | ↘904 | →904 | ↘803 |